# Daiju Sasaki
Daiju Sasaki (佐々木 大樹 Sasaki Daiju?, Shimane, 17 de septiembre de 1999) es un futbolista japonés que juega como centrocampista en el Vissel Kobe.

## Trayectoria

### Clubes
| Club        | País  | Año   |
| ----------- | ----- | ----- |
| Vissel Kobe | Japón | 2018- |

## Palmarés

### Títulos nacionales
| Título             | Club        | País  | Año  |
| ------------------ | ----------- | ----- | ---- |
| Copa del Emperador | Vissel Kobe | Japón | 2019 |
| Supercopa de Japón | Vissel Kobe | Japón | 2020 |
| J1 League          | Vissel Kobe | Japón | 2023 |
| Copa del Emperador | Vissel Kobe | Japón | 2024 |
| J1 League          | Vissel Kobe | Japón | 2024 |

### Distinciones individuales
| Distinción                                  | Año  |
| ------------------------------------------- | ---- |
| Goleador de la Copa del Emperador (4 goles) | 2024 |